# Josef Rosipal
Josef Rosipal (18. května 1884, Žižkov – 31. srpna 1914, Hermanovo, Halič) byl český architekt a designér.

## Biografie
V roce 1903 začal studovat architekturu na Císařské a královské české vysoké škole technické v Praze. Po jejím absolvování byl inženýrem na stavbě dráhy v Ražicích u Písku. Později pracoval pro Magistrát hlavního města Prahy. Slibnou kariéru nadaného architekta však záhy ukončila I. světová válka. Ihned po jejím vypuknutí musel do armády, narukoval v hodnosti poručíka a padl na jejím samotném počátku v bitvě o Halič.

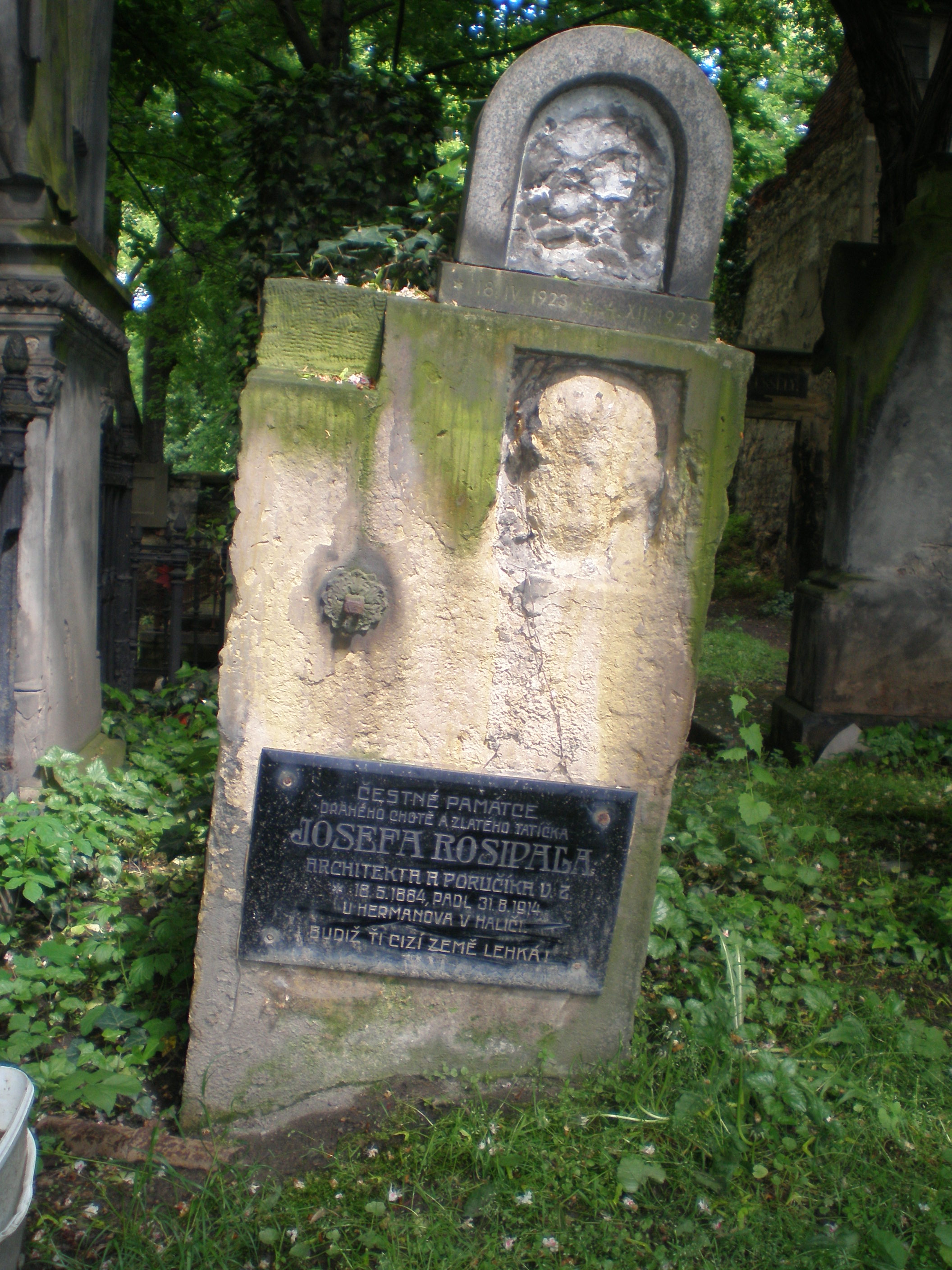
Hrob Josefa Rosipala na Olšanských hřbitovech v Praze

## Hrob
Náhrobní deska je vsazena do dnes už poškozeného náhrobku jeho manželky. Portrét architekta pocházel od sochaře Jana Štursy, nicméně byl pozdějšími amatérskými pokusy o restaurování zcela deformován a poničen. Bronzový reliéf od Josefa Jílka, vsazený do dodatečně postaveného žulového nástavce, byl roku 1972 vylomen a odcizen.

## Dílo
Jeho nejznámější stavbou je Městský sirotčinec na Hradčanech (dnes Ministerstvo kultury České republiky) v dnešní ulici Milady Horákové a také portál proslulé Myšákovy cukrárny na Novém Městě pražském. Byl také členem družstva Artěl.

### Stavby
- Městský sirotčinec na Hradčanech, Praha 6-Hradčany, č. p. 220, Milady Horákové 139. Stavba ve stylu geometrické secese. Projekt byl dokončen 20. ledna 1911. Stavba byla otevřena 15. listopadu 1913. Jednalo se o první stavbu v Praze s plochou střechou.[4] V současnosti zde sídlí Ministerstvo kultury ČR.
- Nástavba horních pater školy v Josefské ulici, Praha 1-Malá Strana, č. p. 626
- Interiér cukrárny U Myšáka, Praha 1-Nové Město, č. p. 710, Vodičkova 31

### Design
Jako člen družstva Artěl navrhoval skleněné soubory a nábytek. Skleněné soubory (nápojové sady, vázy, podnosy) jsou dnes ve sbírkách Uměleckoprůmyslového muzea v Praze.

## Galerie

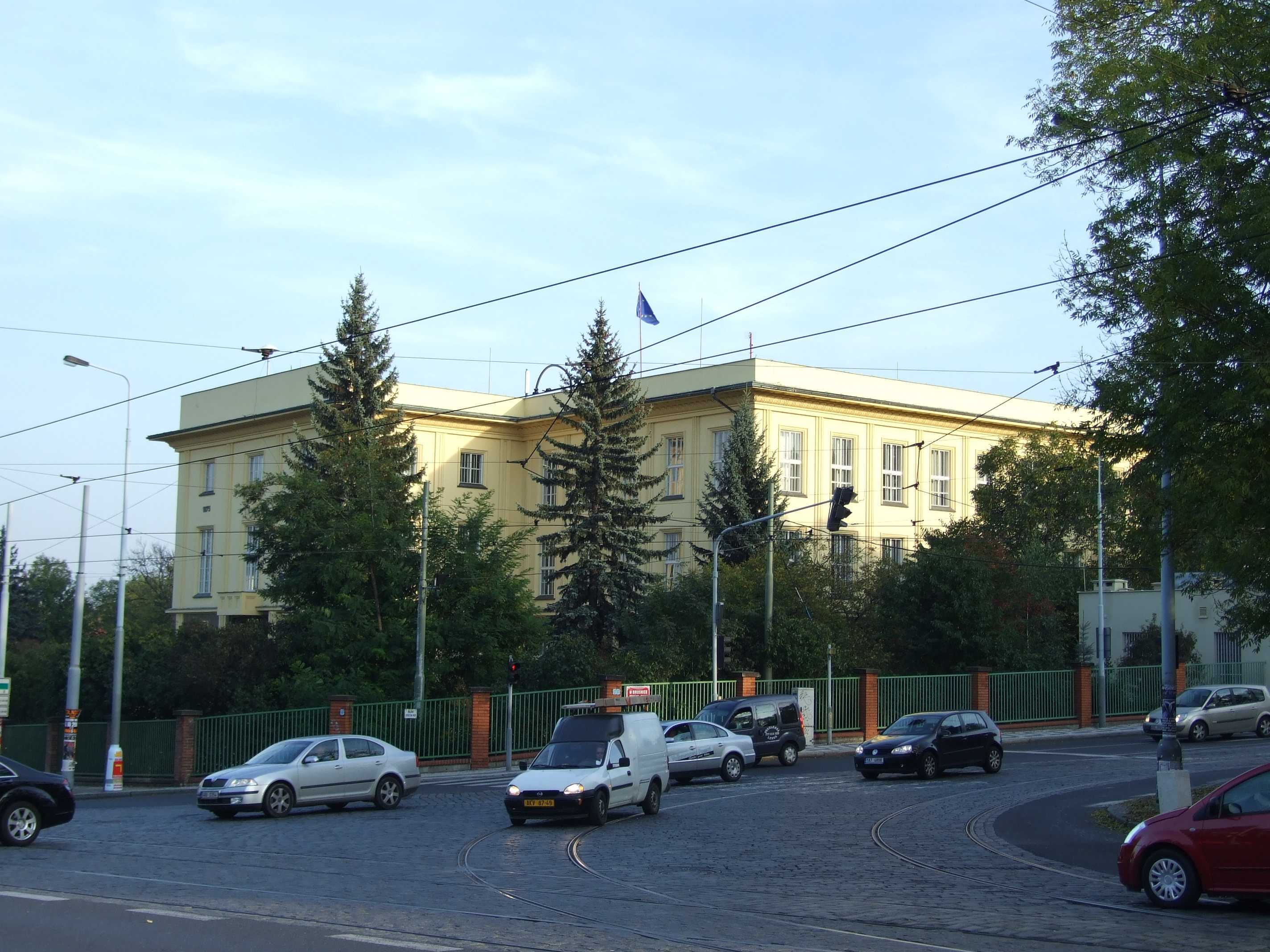
Bývalý městský sirotčinec, projekt z let 1911–1912.
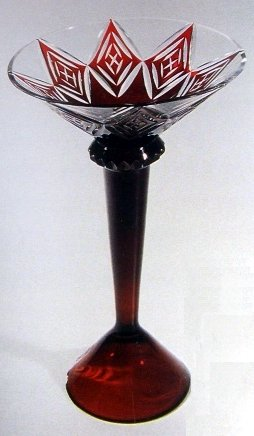
Sklenice na sekt, Artěl, 1914.